# Кэтервуд, Этель
Этель Ханна Кэтервуд (англ. Ethel Hannah Catherwood; 18 апреля 1908, Ханна, Северная Дакота, США — 26 сентября 1987, Грасс-Валли, Калифорния, США) — канадская легкоатлетка, специализировавшаяся на прыжках в высоту. Олимпийская чемпионка 1928 года.

## Биография
Этель Кэтервуд родилась в небольшом городке Ханна, расположенном на границе США и Канады. В юности, переехав в Саскатун, девушка увлеклась различными видами спорта, среди которых были бейсбол, баскетбол и лёгкая атлетика. В 1926 году, выступая на легкоатлетическом чемпионате города, Кэтервуд удалось повторить рекорд Канады в прыжках в высоту, а в сентябре того же года на чемпионате провинции Саскачеван ей покорился и мировой рекорд.
В 1927 году спортсменка приняла участие в первом в своей карьере чемпионате Канады, на котором одержала победу в двух дисциплинах: прыжках в высоту и метании молота. Год спустя она повторила оба своих достижения, установив при этом национальный рекорд в метании молота — 118,8 футов (36,17 м) — и обновив мировой рекорд в прыжках в высоту — 5,3 футов (1,60 м), который, впрочем, не был признан официально.
Накануне Олимпийских игр 1928 года звание мировой рекордсменки в прыжках в высоту перешло к голландке Линн Гисолф, преодолевшей планку на отметке 1,605 м. На Играх в Амстердаме Гисолф и Кэтервуд считались главными фаворитами в прыжках в высоту, причём если голландку поддерживали родные трибуны, то канадка являлась любимицей СМИ: благодаря своей привлекательной внешности спортсменка получила прозвище «Саскатунская Лилия» (англ. Saskatoon Lily) и стала самой фотографируемой участницей соревнований. В финальной стадии турнира в прыжках в высоту Кэтервуд стала единственной, кто смог преодолеть отметку в 1,58 м, что принесло ей звание олимпийской чемпионки, а также установила официальный мировой рекорд, прыгнув на 1,595 м. Таким образом, Кэтервуд стала первой женщиной, представлявшей Канаду, которая смогла завоевать личное «золото» Игр.
По возвращении с Игр Кэтервуд поступило предложение из Голливуда принять участие в съёмках фильма, однако спортсменка ответила отказом, заявив, что скорее выпьет яда, чем попробует свои силы в кино. Она не приняла участие в канадском чемпионате по лёгкой атлетике 1929 года, а спустя год на аналогичных соревнованиях вновь выиграла в двух дисциплинах: прыжках в высоту и метании молота. Ещё через год Кэтервуд повторила своё достижение в метании молота, однако стала лишь третьей в прыжках в высоту и после серии преследовавших её травм завершила спортивную карьеру.
В 1929 году Кэтервуд втайне вышла замуж за Джеймса Макларена, однако брак просуществовал недолго, и в июле 1932 года пара рассталась. Вместе со своей сестрой Этель уехала в Сан-Франциско, где через нескольких месяцев после развода вышла замуж за Байрона Митчелла. В 1955 году олимпийская чемпионка была включена в Зал спортивной славы Канады. Последние годы жизни она вела довольно скрытную жизнь, отказываясь от общения с прессой. Скончалась Кэтервуд 26 сентября 1987 года в Калифорнии.